# Parastacilla truculenta
Parastacilla truculenta is een pissebed uit de familie Arcturidae. De wetenschappelijke naam van de soort is voor het eerst geldig gepubliceerd in 1924 door Mason Ellsworth Hale.